# Campeonato Mineiro de Futebol Feminino de 2018
O Campeonato Mineiro de Futebol Feminino de 2018 foi uma competição feminina organizada pela Federação Mineira de Futebol. Disputado por oito clubes, o campeonato iniciou-se em 22 de setembro e encerrou-se no dia 2 de dezembro. O América Mineiro conquistou o título ao derrotar o Ipatinga na decisão.

## Primeira fase
Na primeira fase, os oito clubes participantes jogaram entre si, todos contra todos em turno único. No final da primeira fase, os quatro melhores colocados se classificaram às semifinais.

### Classificação
| Pos | Equipes         | Pts | J | V | E | D | GP | GC | SG  |
| --- | --------------- | --- | - | - | - | - | -- | -- | --- |
| 1º  | América Mineiro | 21  | 7 | 7 | 0 | 0 | 52 | 3  | +49 |
| 2º  | Ipatinga        | 18  | 7 | 6 | 0 | 1 | 39 | 8  | +31 |
| 3º  | Betis           | 11  | 7 | 3 | 2 | 2 | 18 | 20 | -2  |
| 4º  | Manchester      | 11  | 7 | 3 | 2 | 2 | 16 | 18 | -2  |
| 5º  | MHM             | 8   | 7 | 2 | 2 | 3 | 8  | 7  | +1  |
| 6º  | Viçosa          | 6   | 7 | 2 | 0 | 5 | 22 | 37 | –15 |
| 7º  | Real            | 3   | 7 | 1 | 0 | 6 | 4  | 44 | –40 |
| 8º  | Nacional        | 2   | 7 | 0 | 2 | 5 | 5  | 27 | –22 |

|                 | AME | BET  | IPA | MAN | MHM | NAC | REA  | VIC  |
| --------------- | --- | ---- | --- | --- | --- | --- | ---- | ---- |
| América Mineiro | —   | 10–0 |     | 9–1 |     |     |      | 14–1 |
| Betis           |     | —    | 2–3 |     | 2–2 | 7–1 |      |      |
| Ipatinga        | 1–4 |      | —   |     | 3–0 |     | 12–1 | 11–0 |
| Manchester      |     | 1–1  | 1–2 | —   | 1–0 |     |      |      |
| MHM             | 0–1 |      |     |     | —   |     | 5–0  | 1–0  |
| Nacional        | 0–6 |      | 0–7 | 2–2 | 0–0 | —   |      |      |
| Real            | 0–8 | 1–2  |     | 1–5 |     | 1–0 | —    |      |
| Viçosa          |     | 2–4  |     | 3–5 |     | 4–2 | 12–0 | —    |

## Fase final
A fase final englobou as semifinais e a final. Os jogos foram eliminatórios, avançando para a próxima fase a equipe vencedora; nos caso de empates nos confrontos, a vaga seria disputada nas penalidades.

### Esquema
|  | Semifinais      | Semifinais      | Semifinais | Semifinais |       |          | Final | Final | Final | Final |
|  |                 |                 |            |            |       |          |       |       |       |       |
|  | Betis           | 0               | 1          | 1          |       |          |       |       |       |       |
|  | Ipatinga        | 9               | 14         | 23         |       |          |       |       |       |       |
|  | Ipatinga        | 9               | 14         | 23         |       | Ipatinga | 3     | 0     | 3 (7) |       |
|  |                 |                 |            |            |       | Ipatinga | 3     | 0     | 3 (7) |       |
|  |                 | América Mineiro | 3          | 0          | 3 (8) |          |       |       |       |       |
|  | Manchester      | América Mineiro | 3          | 0          | 3 (8) | 0        | 0     | 0     |       |       |
|  | Manchester      |                 |            |            |       | 0        | 0     | 0     |       |       |
|  | América Mineiro | 4               | 5          | 9          |       |          |       |       |       |       |

### Semifinais
Ida
| 10 de novembro | Betis | 0 – 9  | Ipatinga                                                                                              | Campo da Barra, Ouro Branco      |
| 15:00 (UTC−2)  |       | Súmula | 8' (pen) Tatielle · 23', 45+3' Jéssica · 44', 46', 48' Carmen · 50' Thayane · 61' Jaqueline · 88' Ana | Árbitro: Andreza Helena Siqueira |

| 11 de novembro | Manchester | 0 – 4  | América Mineiro                          | Campo do Aliança, Confins     |
| 16:00 (UTC−2)  |            | Súmula | 16', 46' Miriã · 35' Nathália · 86' Gabi | Árbitro: João Luiz Gomes Neto |

Volta
| 17 de novembro | Ipatinga | 14 – 1 | Betis        | Ipatingão, Ipatinga              |
| 17:00 (UTC−2)  | Patrícia 10' · Samila 14' · Ana Jesuína 17' · Ana 41', 43', 50' · Jéssica 61', 83' · Andréa 63' (g.c.) · Tábata 65', 79', 81' · Hellen 71' · Alice 85' | Súmula | 55' Fernanda | Árbitro: Josiene Dinelle Pereira |

| 12 de novembro | América Mineiro                                   | 5 – 0  | Manchester | Baleião, Belo Horizonte                      |
| 15:00 (UTC−2)  | Dani 9' · Duda 26' · Nathália 42', 50' · Gabi 47' | Súmula |            | Árbitro: Vinicius Marcius Santos Marinho Gil |

### Final
| 24 de novembro | Ipatinga                                  | 3 – 3  | América Mineiro                 | Ipatingão, Ipatinga           |
| 18:00 (UTC−2)  | Ana 45+2' · Janaína 61' · Ana Jesuína 89' | Súmula | 23' Vanessa · 33' Dani · 55' Jo | Árbitro: João Luiz Gomes Neto |

| 2 de dezembro | América Mineiro | 0 – 0  | Ipatinga | Estádio das Alterosas, Belo Horizonte       |
| 11:00 (UTC−2) |                 | Súmula |          | Árbitro: Francielly Fernanda Lima de Castro |

|                                                                         |       | Penalidades                                                        |  |
| Gabi Isa Leone Duda Pires Nathália Jo Camila Menezes Vanessa Karol Dias | 8 – 7 | Carmen Ana Cláudia Tatielle Tatá Thayane Ana Denise Janaína Nandão |  |

## Premiação
| Campeonato Mineiro de Futebol Feminino de 2018 |
| Belo Horizonte                                 |
| ---------------------------------------------- |
| América Mineiro Campeão (3.º título)           |